# سيدو كيتا
سيدو أحمد كييتا (بالفرنسية: Seydou Keita)‏، من مواليد 16 يناير 1980 في باماكو في مالي، لاعب كرة قدم مالي سابق.

## مسيرته

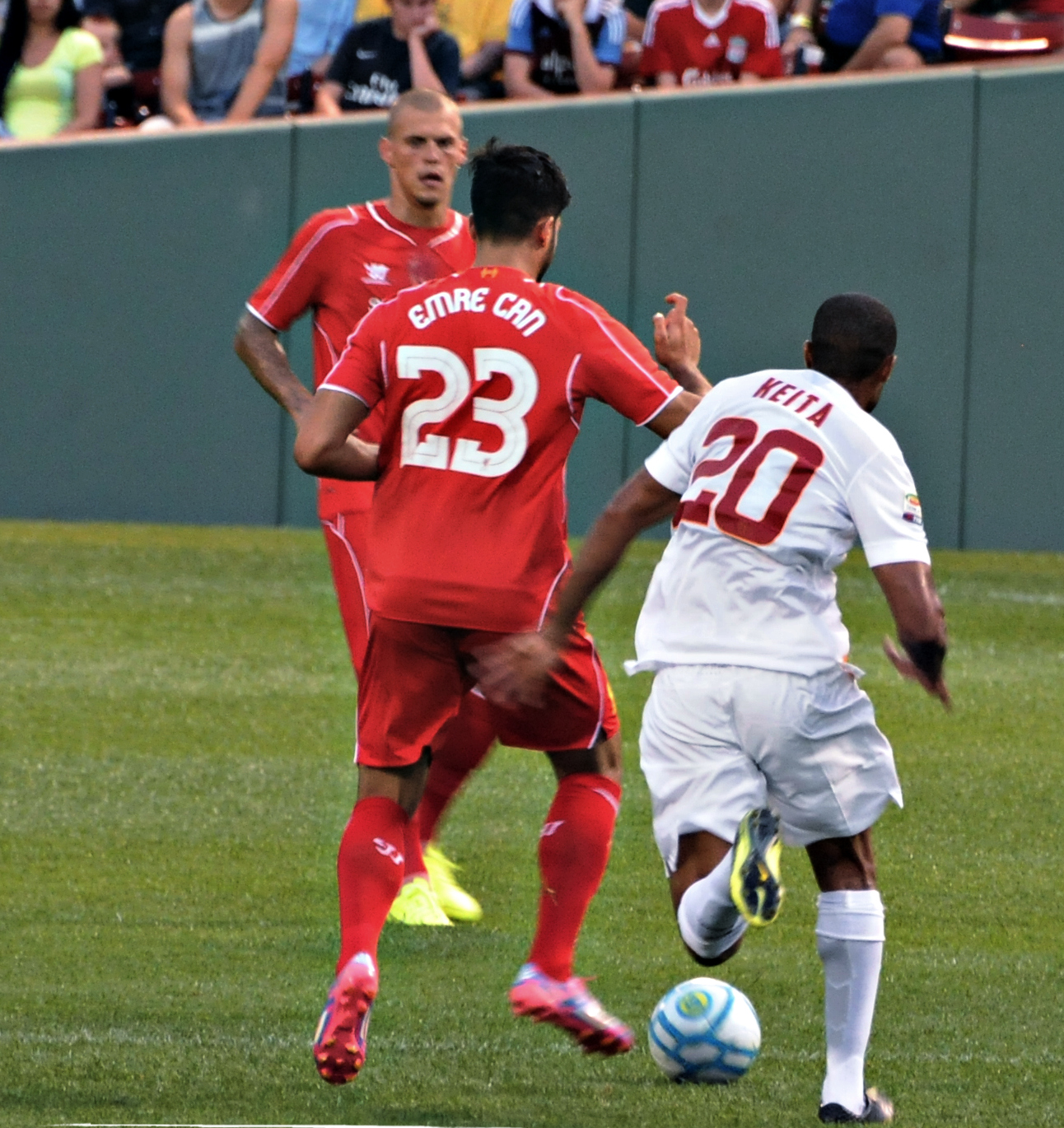
سيدو كيتا الذي على اليمين

أصبح سيدو كيتا لاعباً في صفوف برشلونة عندما وقع عام 2007 / 2008 للنادي قادماً من اشبيله لتدعيم خط وسط برشلونة.
ولد سيدو كيتا في باماكو (مالي) في 16 يناير 1980 من عائلة كرة قدم. ويعتبر عمه فونتامادي ساليف كيتا، واحداً من أفضل اللاعبيين في تاريخ مالي والفائز بـ الكرة الذهبية عام 1970 , بينما سيسوكو Mahmadou ابن عمه معروف ايضاً بأنه لاعب كرة قدم.
المالي كيتا بدأ مسيرته في الدرجة الأولى (تدرب مع نادي الذي انشأه عمه للشباب) حيث شوهد من قبل اولمبيك مرسيليا الفرنسي. عندما كان عمره 17 سنة خطى عمه ووقع للنادي الفرنسي
سيدو كيتا امضى 3 سنوات في المراحل السنية قبل ان يكون من ضمن الفريق الأول لـ نادي مرسيليا لأول مرة في 19 سبتمبر من عام 1999 ضد ترواعندما لعب مكان كريستوف دوغاي. كيتا ايضاً لعب أول دوري ابطال أوروبا قبل بضعة أشهر في أبريل. كيتا احرز أفضل لاعب في كأس العالم تحت 20 سنة في نيجيريا متقدماً على لاعبيين من نوعية رونالدينيهو ولامبارد. منتخبه مالي خرج من الدور النصف النهائي على يد منتخب إسبانيا بـ قيادة تشافي وانتهت بـ3 .
في نهاية هذا الموسم، قرر مدرب مرسيليا ابيل براغا خروج الاعب لـ لوريان في دوري الدرجة الثانية لاكتساب المزيد من الخبرة. كيتا لعب جميع مباريات الدوري (38)وعزز فوز فريقه في الدوري الدرجة الثانية. في موسم 2001 / 02 امضى كيتا بعض الوقت مع منتخب مالي في نهائيات كأس الامم الأفريقية في نيجيريا، وعاد مرة أخرى إلى لوريان في الدوري الدرجة الثانية. انهى لاعب خط الوسط المالي مع ناديه حيث لعب 21 مباراة في الدوري واحرز مع النادي كأس فرنسا عام 2002 وبلغ المباراة النهائية لـ كأس الدوري.
لنس، احتل المركز الثاني في الدوري الفرنسي ويريد تدعيم صفوفه لـ دوري ابطال أوروبا، نجح في الحصول على خدماته على سبيل الإعارة لـ موسم 2002 / 2003 . لعب ما يُقارب 38 مباراة في جميع المسابقات وسجل 3 اهداف. ادائه العالي اقنع النادي لـ توقيع معه حيث قضى 4 مواسم في صفوف لنس. بسبب ادائه الممتاز احرز ثاني أفضل لاعب في الدوري الفرنسي عام 2006 / 07 خلف الفرنسي فلوران مالودا.
الآن النجم المنشأ، انتقل كيتا إلى اشبيليه في صيف عام 2007 , بعد ما امضى 8 سنوات في فرنسا. لعب 31 من 38 مباراة في الدوري مع الأندلس، 29 مباراة منهم في التشكيلة الاساسية، وسجل 4 اهداف في الدوري الممتاز.
بعد عام مع اشبيليه، أصبح توقيع جوسيب غوارديولا في صيف 2008 بعد فترة أولية من التكيف مع نمط السريع بـ لمسة واحدة من اللعب في خط الوسط برشلونة، بدأ كيتا لـ يُصبح أكثر أهمية في خط الوسط مع مدربه. لعب 46 مباراة وسجل 6 اهداف، بعض الاهداف كانت مُذهلة، مثل هدفه في مرمى بايرن ميونخ الألماني (1 – 1) في اليانز آرينا. اثبت المالي الدولي اضافته الموثوقة لـ خط وسط برشلونة.
تكيف سيدو كيتا تماماً لأسلوب لعب برشلونة، وكان لاعباً اساسياً في خط وسط برشلونة في عام 2009 / 10 بعد بداية رائعة للموسم، بما في ذلك المباراة ضد سرقسطة، ابقى كيتا مكانه في التشكيلة الفريق وبرز حتى كـ جناح ايسر.
عام 2011 جدد سيدو كيتا عقده مع برشلونة حتى عام 2014 وبعدها بعام قرر الرحيل عن برشلونة بسبب بقاءه على الدكة فانتقل إلى داليان أربين الصيني في صفقة قدرت ب14 يورو.
عام 2014 وقع عقدا لعام واحد مع فالنسيا وكانت أول مشاركة له كبديل أمام نادي إشبيليا في 13-مارس وفي عام وفي يونيو 2014 انتقل إلى نادي روما الإيطالي بعقد لمدة عام واحد حتى يستطيع سد ثغرة غياب كيفن ستروتمان بسبب اصابته في الرباط الصليبي.
ويعد المالي واحداً من نجوم المنتخب الوطني، حيث لعب في كأس الامم الأفريقية في عام 2002 و 2004 و 2008 .

## الإنجازات

### برشلونة
دوري ابطال أوروبا 2008/9 - 2010/11
الدوري الإسباني 2008/9 - 2009/10 - 2010-11
كأس السوبر الإسبانية 2010 / 11
كأس العالم للاندية 2009 / 10
كأس السوبر الأوروبية 2009 / 10
كأس السوبر الإسبانية 200 / 10
كوبا ديل ري (كأس ملك إسبانيا) 2008 / 09

### لوريان
الكأس 2001 / 02

### الفردية
أفضل لاعب في كأس العالم تحت 20 سنة 1999

### المنتخب
الوصول إلى كاس امم أفريقيا (خمس مرات) 2002-2004-2010-2012-2013

## روابط خارجية
- سيدو كيتا على موقع الاتحاد الدولي (مؤرشف)  (الإنجليزية)
- سيدو كيتا على موقع الاتحاد الأوربي (الإنجليزية)
- سيدو كيتا على موقع رابطة كرة القدم الفرنسية للمحترفين (الإنجليزية)
- سيدو كيتا على موقع قاعدة بيانات كرة القدم.إي يو (الإنجليزية)
- سيدو كيتا على موقع ليكيب (الفرنسية)
- سيدو كيتا على موقع ناشيونال فوتبول تيمز (الإنجليزية)
- سيدو كيتا على موقع Soccerway.com (الإنجليزية)
- سيدو كيتا على موقع عالم كرة القدم.نت (الإنجليزية)
- سيدو كيتا على موقع AS.com (الإسبانية)